# Turm ohne Namen (Aachen)

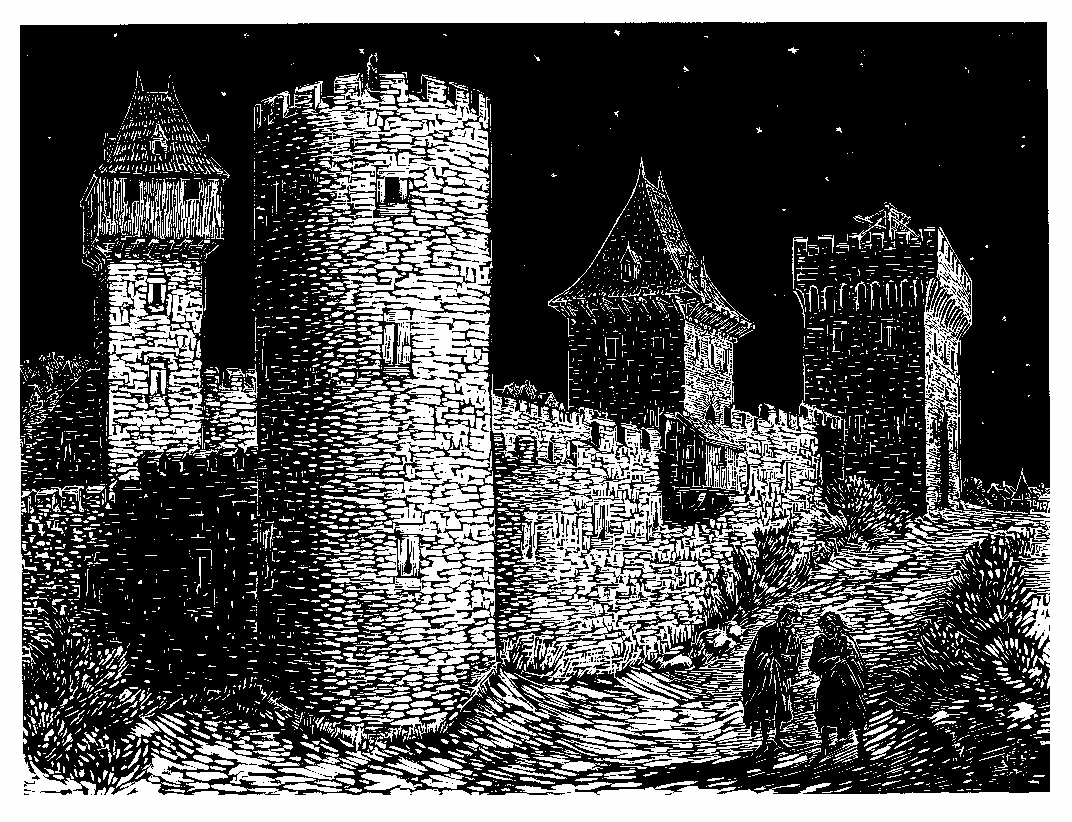
Jakobstor (re.), Turm ohne Namen (li.) und Eyerkeilturm (vo.), Holzschnitt von Karl Josef Gollrad.

Der Turm ohne Namen war ein Wehrturm der ca. 1300–1350 errichteten äußeren Stadtmauer der Stadt Aachen. Er ist nicht mehr erhalten.

## Bezeichnung
Während von der inneren Stadtmauer Aachens nur der Templerturm namentlich bekannt ist, sind von den Türmen der äußeren Stadtmauer alle Namen überliefert bis auf den dieses Turms. Da in der einschlägigen Literatur jedoch meist der zweite, äußere Mauerring behandelt wird, hat sich die Eigenbezeichnung „Turm ohne Namen“ für diesen Wehrturm der äußeren Mauer etabliert.

## Lage
Der Turm ohne Namen befand sich im Südwesten des äußeren Mauerrings zwischen Jakobstor und Junkerstor im Bereich der Zwingeranlage der Lütticher Schanze. Während der Turm ohne Namen an dem dort steil abfallenden Teil des Mauerring selber errichtet wurde, stand ihm gegenüber an einer Ecke der Zwingermauer der dreieckigen Schanze der Eyerkeilturm.

## Beschreibung
Der Turm ohne Namen war ein viereckiger Turm mit einer Breite von 8,50 m. Er sollte die Zwingeranlage von dem Mauerring aus verteidigen, während zur Verteidigung von der Zwingermauer aus der Eyerkeilturm diente.
Bau- und Abrissdatum des Turms sind nicht überliefert.